# Сухине
Су́хине — село Новокальчевської сільської громади в Березівському районі Одеської області, Україна. Населення становить 17 осіб.

## Населення
Згідно з переписом 1989 року населення села становило 47 осіб, з яких 22 чоловіки та 25 жінок.
За переписом населення 2001 року в селі мешкало 17 осіб. 100 % населення вказало своєю рідною мовою українську мову.